# Vila svaté Julie
Vila svaté Julie v Mělníku čp. 72 (též Viktorínova vila) v neorenesančním slohu architekta Josefa Schulze je památkově chráněná od roku 1958.

## Historie stavby
Vila pojmenovaná po sv. Julii byla postavena pro podnikatele Josefa Viktorína (1839–1912). Je včetně pozemku památkově chráněným objektem, velmi kvalitním příkladem městské vily postavené koncem 19. století v historizujícím stylu.
Do rodinné vily sv. Julie se Viktorínovi přestěhovali z mělnické čtvrti Rybáře ihned po jejím dostavení. Po smrti Josefa Viktorína rodinnou firmu převzali synové Oskar Victorin (1866–1953, jeho manželkou byla dcera architekta Josefa Mockera) a Jan Victorin (1870–1943).
První světová válka a poválečná světová krize způsobila, že rodinná firma, vinice (mj. i vinice sv. Julie) a vinařství byly rozprodány. Vila Julie se v roce 1925 stala majetkem mělnického podnikatele a obchodníka s palivy Františka Hromádky, který ji vlastnil až do roku 1948.
"Poté byla vila znárodněna, od 50. let 20. století do roku 1990 byla přidělena Okresní vojenské správě.
V rámci restitucí v roce 1992 byl objekt vrácen potomkům předchozího majitele. Ti vilu prodali soukromému zájemci, který ji dal opravit, citlivě zrestaurovat a uvést do původního stavu".

## Architekt vily
Architekt Josef Schulz (1840-1917) návrh vily propracoval do nejmenších detailů. V podobě vily se dokonale zrcadlí život a podnikatelské aktivity stavebníka vily. Byli vrstevníci a přátelé, blízcí si byli pravděpodobně i ve svých názorech. V deníku architekta jsou četné zmínky o jeho návštěvách u Viktorínů včetně delších letních pobytů.

## Exteriér a interiér vily
Vila stojí na prudkém severozápadním labském svahu a vstupním průčelím je orientovaná do ulice Legionářů. Mohutnost budovy je podtržena vyhlídkovou věží (asymetricky umístěnou) a výrazně se uplatňuje zejména při pohledu z protilehlého břehu řeky. Vyhlídkovou věž je doplněna sloupovou lodžií. V době stavby byl z věže výborný rozhled na bájnou horu Říp a vrcholy Českého Středohoří, dnes rozhled je znemožněn vzrostlými stromy v zahradě. Reprezentativní obytné prostory byly umístěné v nejvyšším podlaží, aby bylo podrženo propojení domu s okolní krajinou.
Vila má do ulice jednopatrové průčelí rozčleněné rizality a ozdobené jednoduchými architektonickými prvky. Výrazně zdobený je střední rizalit, který je zdůrazněn vstupní osou. Přízemní portál z pískovce je podtržený půlkruhově klenutým oknem. Rizalit s pilastry doplňuje plastická výzdoba, která symbolicky odkazuje na podnikatelské aktivity stavebníka (stojící chlapec na voru opírající se o torzo stavby a chlapec opírající se o vinný lis).
"Reprezentativně působí dvoupatrové průčelí orientované k řece. Novorenesanční obdélný dům oživený rizality a doplněný asymetricky umístěnou věží".
Společenské i další prostory určené pro návštěvy jsou bohatě zdobené. "Velký salón má náročnou výzdobu malovaného stropu, který je doplněn dalšími výjevy. Obrazy připisované Adolfu Liebscherovi jsou doplněny ornamenty a symbolickými motivy, i na kterých se uplatňuje motiv vinné révy". Podobné malby jsou umístěny ve všech podlažích.
Prudký svah terénu si vyžádal stupňovitou úpravu zahrady. K vile je připojena velká terasa s bohatou balustrádou a schodišti vedoucími k malému jezírku v nižším patře zahrady.
O dalším vnitřním vybavení vily se prameny nezmiňují.